# Нерхау
Нерхау (нем. Nerchau) — бывший город в немецкой федеральной земле Саксония. С 1 января 2011 года входит в состав города Гримма.
Подчинён административному округу Лейпциг и входит в состав района Лейпциг. На 31 декабря 2010 года население составляло 3860 человек. Занимает площадь 39,94 км². Официальный код — 14 3 83 230.
Город Нерхау подразделялся на 15 городских районов.

### Экономика
В первую очередь Нерхау известен своей основанной в 1834 году лакокрасочной фабрикой, принадлежащей в настоящее время британской Daler Rowney Group.
С 2011 года здесь работает пивоварня нем. Nerchauer Brauhaus.

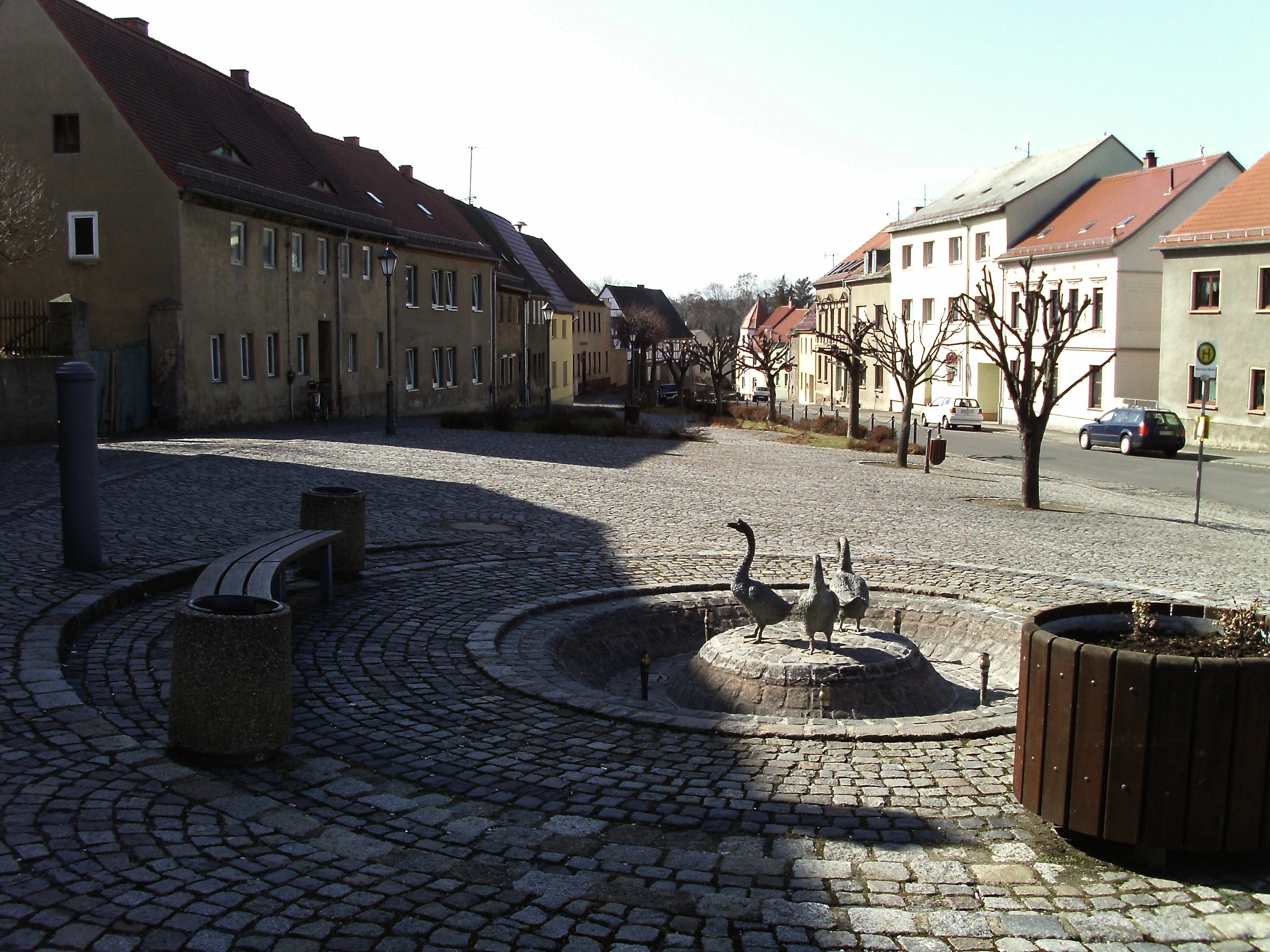
Гусиный рынок

## Известные личности
- Алиса и Эллен Кесслер (род. 1936), певцы-близнецы, танцовщицы и киноактрисы, родились и провели раннее детство в Нерхау